# Maison de verre (Philip Johnson)
Pour les articles homonymes, voir Maison de verre.
La maison de verre ou maison de Johnson, construite en 1949 à New Canaan, dans le Connecticut aux États-Unis, a été conçue par Philip Johnson et son collaborateur Richard Foster, pour sa résidence principale.
Avec sa maison de verre, Philip Johnson, en continuateur des recherches de l'architecture de son époque et notamment du Bauhaus, réalise un fantasme de l'architecture moderne : la transparence. Il paraît difficile de vivre au quotidien dans une maison entièrement en verre, et même dangereux ; en effet, il est arrivé qu'un vautour traverse l'une des nombreuses fenêtres, qui a  volé en éclats dans le salon. Cet événement survint plusieurs fois, et l'architecte dut renforcer plusieurs fois sa construction.
La maison est un essai de structure minimale : la géométrie, la proportion, les effets de transparence et la réflexion le prouvent. Le domaine comprend d'autres bâtiments conçus par Johnson pendant sa carrière.
Cette maison est souvent comparée à la Farnsworth House de Mies van der Rohe construite presque en même temps et très semblable dans sa forme et son principe.

## Situation
La maison de verre est située dans la propriété de Philip Johnson, en périphérie de New Canaan, dans le Connecticut aux États-Unis.
Elle est située derrière un mur de pierre au bord d'une crête, qui surplombe un étang.

## Caractéristiques

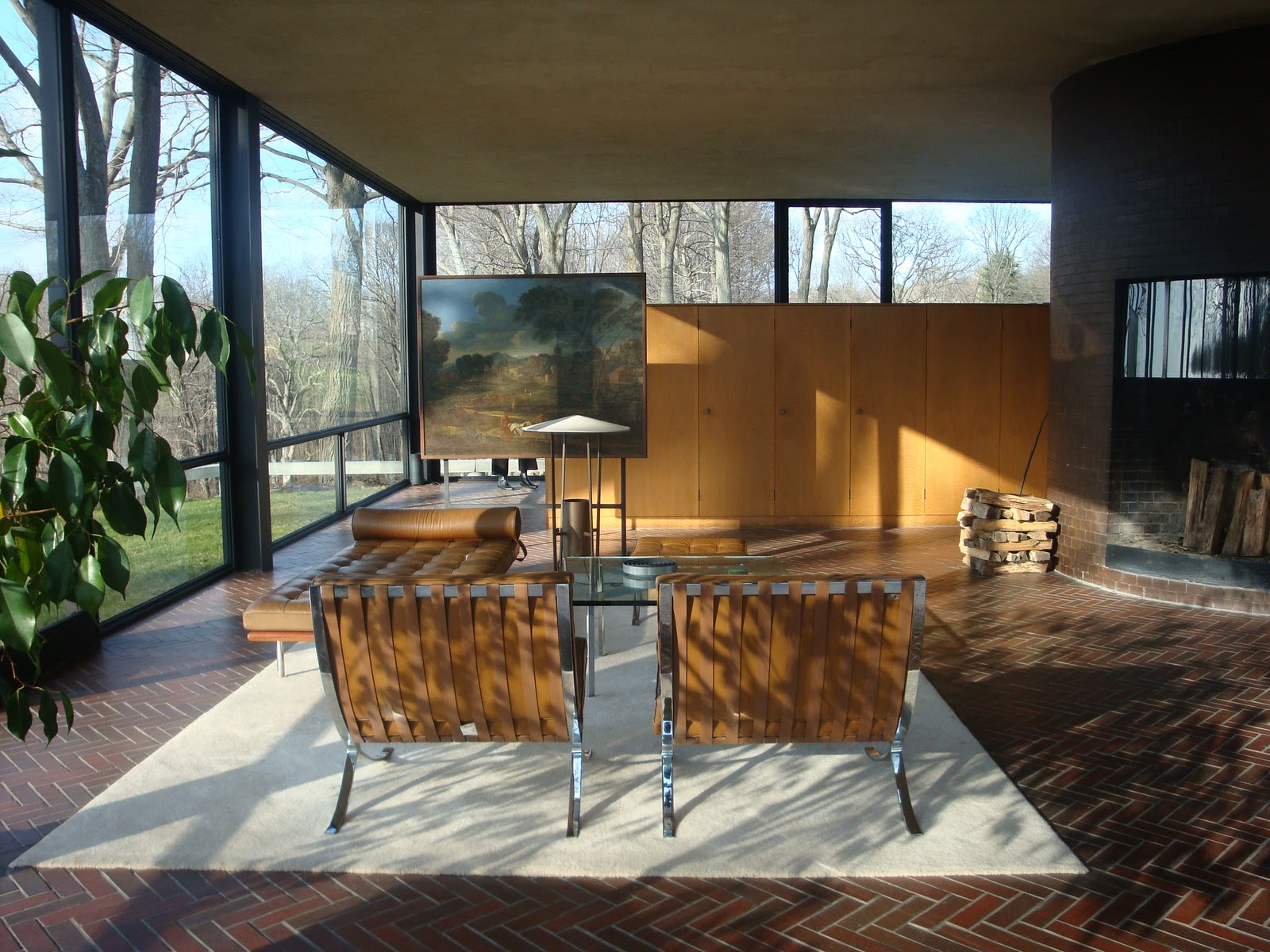
Vue de l'intérieur.

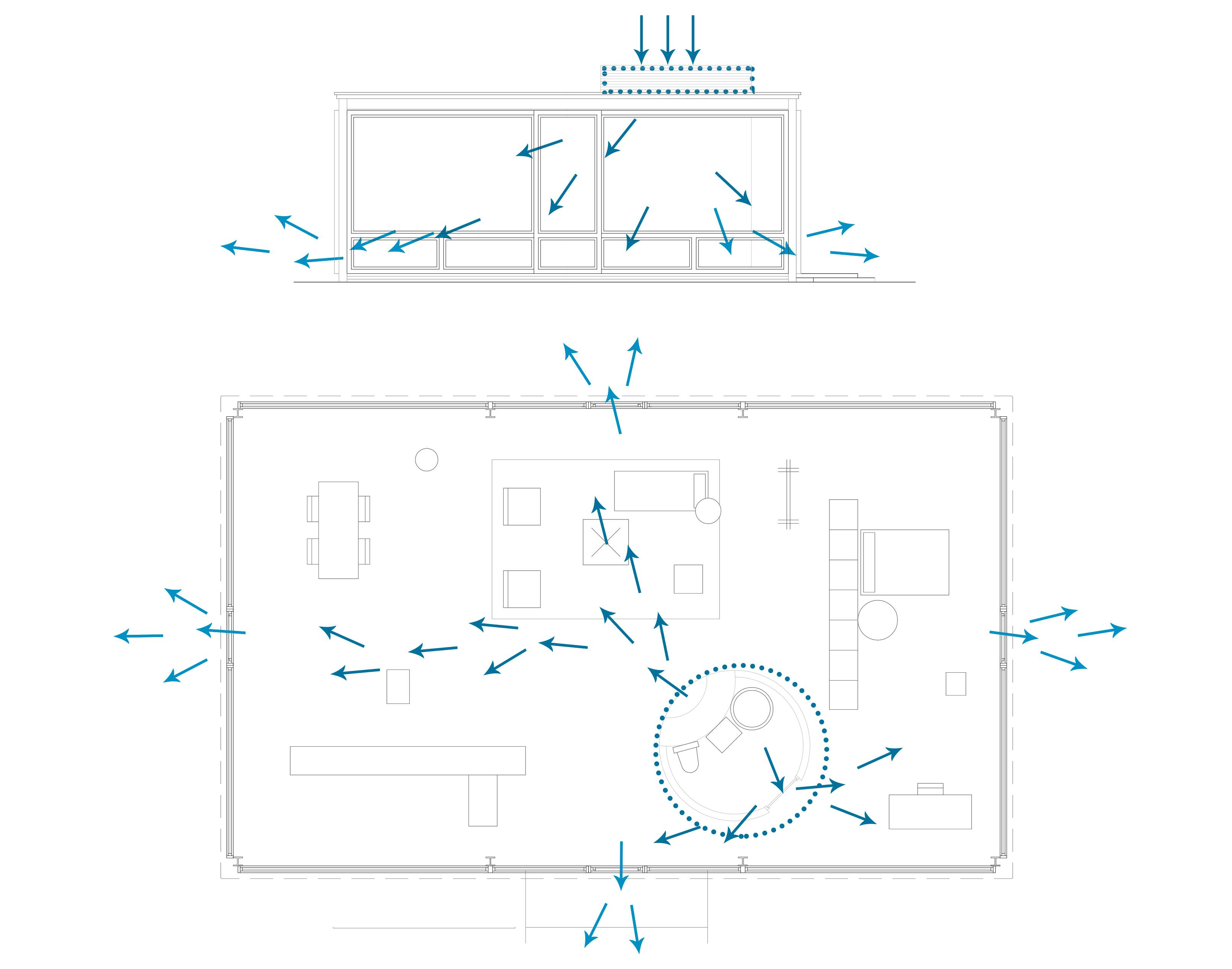
Système de ventilation de la maison de verre.

Sa maison de verre est étonnante de simplicité : une simple structure d'acier peint, toute en finesse supportant des vitres, remplaçant les habituels murs. Des couleurs simples et un volume réduit renforce l'impression de pureté. Le plancher en brique est d'environ 10 centimètres au-dessus du sol. L'intérieur est ouvert avec l'espace divisé par des armoires en noyer; un cylindre en brique contient les toilettes et la douche et est le seul objet qui lie le plancher au plafond. Le cylindre n’est pas centré, mais installé à droite, il émerge même du toit, provoquant une rupture avec la forme générale de la maison, et casse ainsi sa symétrie. 
La maison repose sur les idées des architectes allemands des années 1920 ( "Glasarchitektur"). Dans une maison de verre, les vues du paysage sont ses "papier peint".
Phillip Johnson a choisi le noir, contrairement à Mies van der Rohe qui a opté pour le blanc. La structure en acier est la seule surface opaque à hauteur d’homme qui suggère la forme de la maison. Le blanc et le noir s’accordent avec toutes les couleurs, mais se détachent du paysage, afin que la maison ne passe pas non plus inaperçue, mais ne fasse pas non plus tache dans le paysage. 
L'intérêt de cette maison réside dans son ouverture sur la nature, elle est d'ailleurs entourée de verdure dont certains arbres ont des feuillages, qui, accompagnés d'un promontoire, permettent d'ombrager les différentes façades. La transparence de cette maison bouleverse la vision commune de la maison, quatre murs avec un toit qui protège la vie intime et des intempéries. Ces baies vitrées et sa forme très simple réduisent cette maison à une construction vulnérable à tous les dangers du monde extérieur et donc expose ses habitants. Mais Phillip Johnson voyait sa création comme un abri architectural mêlant l'intérieur et l'extérieur, simultanément indépendant et entremêlé avec l'élément naturel. 
Des rideaux blancs préservent également l’intimité ou bien protègent du soleil. Le mobilier est réduit au minimum nécessaire, chaises, table, lit, bureau, penderie et meubles de cuisine pour ne pas encombrer l’espace. Les lignes de ces meubles sont simples et géométriques pour s’accorder avec la forme générale de la maison. Phillip Johnson ne propose pas de terrasse, toutefois la pelouse offre un bel espace en été. 
Mais on retiendra surtout l’emploi généralisé du verre, du sol au plafond, du béton avec les deux dalles du sol et du toit et d’acier pour les éléments structuraux. Ces matériaux modernes sont à l'époque très en vogue, car ils permettent des prouesses techniques et une esthétique moderne, épurée et géométrique. La maison est habitable de façon agréable l'été, mais également l'hiver. En effet, un chauffage électrique invisible au plancher et au plafond permet de chauffer sans présence de radiateur.
Pourtant ce genre de maison ne fera pas école, elle demande un environnement naturel vaste, résiste mal au temps et l’isolation laisse à désirer en hiver.

## Statut

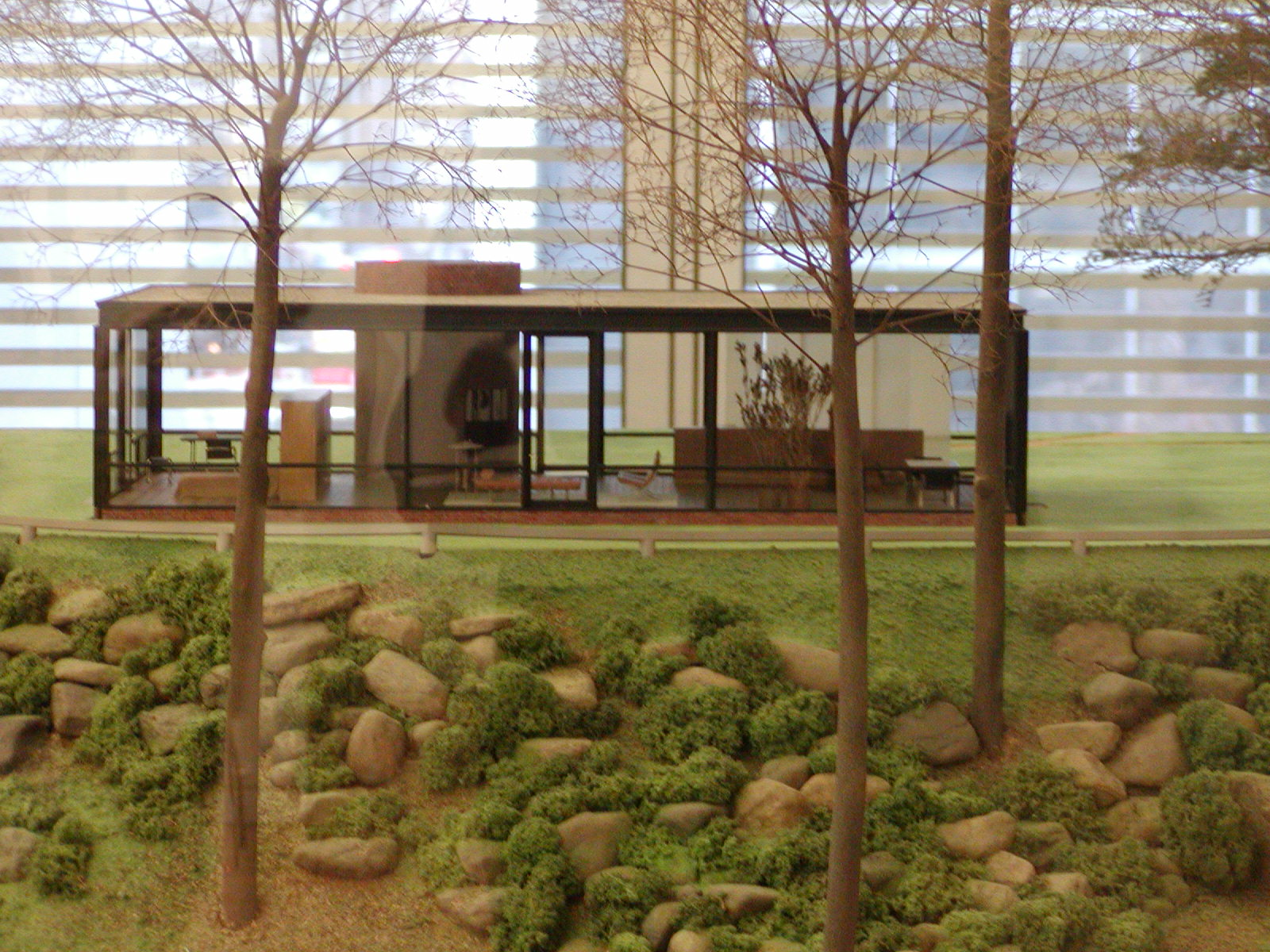
Une vue de la maquette de la maison exposée au MoMA

Elle a été déclarée National Historic Landmark en 1997,.
Philip Johnson mourut dans cette maison, le 25 janvier 2005 à l'âge de 98 ans. 
Puis, la maison a été acquise par le National Trust for Historic Preservation après la mort de Johnson, et est ouverte au public depuis 2007.